# 1550 w literaturze
Wydarzenia literackie w 1550 roku.

## Nowe książki
- polskie
  - Historia o żywocie Aleksandra Wielkiego

## Zmarli
- Jón Arason, islandzki biskup i poeta (ur. 1484)